# Manhva

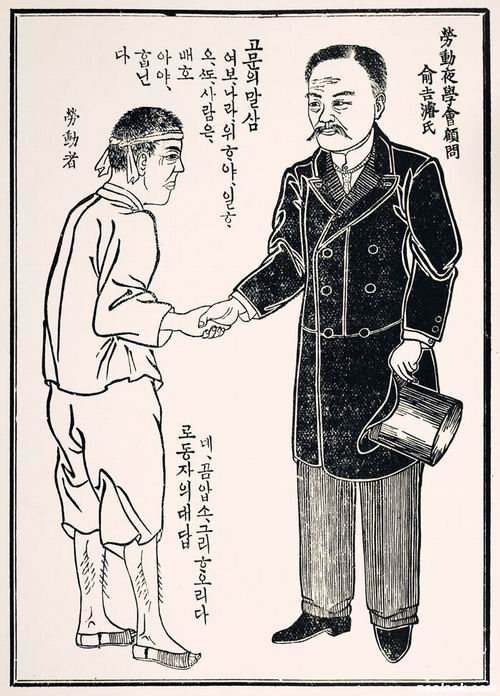
Az első manhva (manhwa), mely 1908-ban jelent meg

A manhva (manhwa) (hangul: 만화, handzsa: 漫畫) a képregények általános koreai elnevezése, Koreán kívül a dél-koreai képregényeket jelölik ezen szóval. A koreaiak a saját hazájukból származóakat a 한국 (Hanguk, „Korea(i)”) előtaggal különböztetik meg.

## Jellemzők
A legtöbb manhva (manhwa) stílusára nagy hatással voltak a japán képregények, a mangák és a nyugati képregények egyaránt. Az olvasási irány a nyugati könyvekhez hasonlóan balról jobbra halad, ellentétben a japán mangákkal. Sokszor realisztikusabbak az arcok és figurák, mint a mangában, bár sokkal jobban elnyújtják az alakokat is. A szereplők nevei általában koreaiak.
Dél-Koreában a könyveladások 25%-át a manhvák (manhwák) teszik ki.

## Manhva(Manhwa)Magyarországon
Magyarországon 2007-től lehet magyar nyelvű manhvá (manhwá)kat venni. Ezek többek között a Bania, a pokoli futár, a Tarot Café és az Árnybíró.